# Limoux
Limoux (occitană Limós) este un oraș în Franța, sub-prefectură a departamentului Aude în regiunea Languedoc-Roussillon. 